# トム・ウルフ
トム・ウルフ（Tom Wolfe、本名：Thomas Kennerly Wolfe、1930年3月2日 - 2018年5月14日）は、アメリカ合衆国の小説家・ノンフィクション作家・ジャーナリスト。支持政党は共和党。

## 来歴
ヴァージニア州リッチモンド生まれ。ワシントン・アンド・リー大学で学んだ後にイェール大学を卒業。ニューヨーク・ジャイアンツのピッチャーのテストを受けたがはねられたため、アメリカ研究を学び、ジャーナリストとなった。ニュー・ジャーナリズムを代表する人物。著作の挿画をも自ら手がける。サブカルチャーや現代芸術の分野に作品が多い。共和党のジョージ・W・ブッシュの支持者であり、2004年の大統領選挙ではブッシュに投票した。

## 作品

### 小説
- 『虚栄の篝火』The Bonfire of the Vanities (1987)　中野圭二訳、文藝春秋（上下）、1991
- 『成りあがり者』A Man in Full (1998)　古賀林幸訳、文春文庫（上下）、2000
- I Am Charlotte Simmons (2004)

### ノンフィクション
- 『クール・クール LSD交感テスト』The Electric Kool-Aid Acid Test (1968) 飯田隆昭訳　太陽社 1971
- 『現代美術コテンパン』The Painted Word (1975)  高島平吾訳 晶文社 1984
- 『そしてみんな軽くなった トム・ウルフの1970年代革命講座』 青山南訳 大和書房 1985。ちくま文庫 1990
- 『ザ・ライト・スタッフ』The Right Stuff (1979)  中野圭二・加藤弘和訳 中央公論社＋中公文庫
- 『バウハウスからマイホームまで』 From Bauhaus to Our House (1981)　諸岡敏行訳 晶文社 1983
- 『ワイルド・パーティへようこそ トム・ウルフ集』 高島平吾訳 (アメリカ・コラムニスト全集) 東京書籍 1992